# Bárður (Vorname)
Bárður, auch Bardur, ist ein nordischer männlicher Vorname.

## Herkunft und Bedeutung
Bárður ist ein isländischer und färöischer männlicher Vorname.
Bárður ist die moderne Schreibweise des altnordischen Namens Bárðr.

## Bekannte Namensträger
- Bárður Jákupsson (* 1943), färöischer Maler, Grafiker und Kunstbuchautor
- Bárður Nielsen (* 1972), färöischer Politiker und Geschäftsmann
- Bárður Olsen (* 1985), färöischer Fußballspieler
- Bárður Oskarsson (* 1972), färöischer Kinderbuchautor und Illustrator

### Fiktive Person
- Bárður Snæfellsás, isländische Sagenfigur